# 1996年夏季残疾人奥林匹克运动会比利时代表团
1996年夏季残疾人奥林匹克运动会比利时代表团是比利时派出的1996年夏季残疾人奥林匹克运动会代表团。获得8枚金牌、10枚银牌和7枚铜牌。